# Séries télévisées diffusées sur American Broadcasting Company
Voici une liste non exhaustive des séries diffusées sur le réseau américain ABC.

## Séries diffusées actuellement par ABC

### Feuilletons d'après-midi
- Hôpital central (General Hospital) (1963–en cours)

### Drames
- Grey's Anatomy (2005–en cours)
- The Rookie : Le Flic de Los Angeles (The Rookie) (2018–en cours)
- Will Trent[1] (depuis le 3 janvier 2023)[2]
- 9-1-1 (Fox 2018–2023, puis sur ABC[3] depuis le 14 mars 2024)[4]
- High Potential[5] (adaptation de la série française HPI, depuis le 17 septembre 2024)[6]

### Sitcom
- Abbott Elementary[7] (depuis le 7 décembre 2021)[8]
- Shifting Gears (en)[9] (depuis le 8 janvier 2025)[10]

## Séries à venir
- 9-1-1: Nashville[11] (jeudis à 21 h dès le 9 octobre 2025)[12],[13]

## Anciennes séries diffusées sur ABC
| Titre français                                            | Titre original                                            | Genre             | Année début | Année fin |
| --------------------------------------------------------- | --------------------------------------------------------- | ----------------- | ----------- | --------- |
| 666 Park Avenue                                           | 666 Park Avenue                                           | fantastique       | 2012        | 2012      |
| 77 Sunset Strip                                           | 77 Sunset Strip                                           | policière         | 1958        | 1964      |
| According to Jim                                          | According to Jim                                          | sitcom            | 2001        | 2009      |
| ADN, menace immédiate                                     | Prey                                                      | science-fiction   | 1998        | 1998      |
| The Adventures of Ozzie and Harriet                       | The Adventures of Ozzie and Harriet                       | sitcom            | 1952        | 1966      |
| The Adventures of Spin and Marty                          | The Adventures of Spin and Marty                          | jeunesse          | 1955        | 1955      |
| Agence Matrix                                             | Threat Matrix                                             | espionnage        | 2003        | 2004      |
| Agent Carter                                              | Agent Carter                                              | action            | 2015        | 2016      |
| Ah ! Quelle famille                                       | The Smith Family                                          | dramatique        | 1971        | 1972      |
| Alaska Daily                                              | Alaska Daily                                              | dramatique        | 2022        | 2023      |
| Alex, Inc. (en)                                           | Alex, Inc.                                                | sitcom            | 2018        | 2018      |
| Alias                                                     | Alias                                                     | espionnage        | 2001        | 2006      |
| American Crime                                            | American Crime                                            | dramatique        | 2015        | 2017      |
| American Housewife                                        | American Housewife                                        | sitcom            | 2016        | 2021      |
| A Million Little Things                                   | A Million Little Things                                   | dramatique        | 2018        | 2023      |
| Amoureusement vôtre                                       | Loving                                                    | soap opera        | 1983        | 1995      |
| Angela, 15 ans                                            | My So-Called Life                                         | dramatique        | 1994        | 1995      |
| Les Années coup de cœur                                   | The Wonder Years                                          | comédie           | 1988        | 1993      |
| Les Années coup de cœur                                   | The Wonder Years                                          | comédie           | 2021        | 2023      |
| Arnold et Willy                                           | Diff'rent Strokes                                         | sitcom            | 1978        | 1985      |
| L'As de la crime                                          | The Commish                                               | policière         | 1991        | 1996      |
| Les As du braquage                                        | The Knights of Prosperity                                 | sitcom            | 2007        | 2007      |
| The Assets                                                | The Assets                                                | espionnage        | 2014        | 2014      |
| The Astronaut Wives Club                                  | The Astronaut Wives Club                                  | dramatique        | 2015        | 2015      |
| Au cœur du temps                                          | The Time Tunnel                                           | science-fiction   | 1966        | 1967      |
| Au-delà du réel                                           | The Outer Limits                                          | science-fiction   | 1963        | 1965      |
| Au pays des géants                                        | Land of the Giants                                        | science-fiction   | 1968        | 1970      |
| L'Autobus à impériale                                     | Here Come the Double Deckers                              | jeunesse          | 1970        | 1972      |
| Automan                                                   | Automan                                                   | science-fiction   | 1983        | 1984      |
| Aventures dans les îles                                   | Adventures in Paradise                                    | aventures         | 1959        | 1962      |
| Les Aventures du jeune Indiana Jones                      | The Young Indiana Jones Chronicles                        | aventures         | 1992        | 1993      |
| Back in the Game                                          | Back in the Game                                          | sitcom            | 2013        | 2013      |
| The Baker and the Beauty (en)                             | The Baker and the Beauty                                  | dramatique        | 2020        | 2020      |
| Les Bannis                                                | The Outcasts                                              | western           | 1968        | 1969      |
| La Barbe à papa                                           | Paper Moon                                                | sitcom            | 1974        | 1974      |
| Baretta                                                   | Baretta                                                   | policière         | 1975        | 1978      |
| Batman                                                    | Batman                                                    | fantastique       | 1966        | 1968      |
| Betrayal                                                  | Betrayal                                                  | drame             | 2013        | 2014      |
| Better Off Ted                                            | Better Off Ted                                            | sitcom            | 2009        | 2010      |
| Better with You                                           | Better with You                                           | sitcom            | 2010        | 2011      |
| Bienvenue chez les Huang                                  | Fresh Off the Boat                                        | sitcom            | 2015        | 2020      |
| Big Day                                                   | Big Day                                                   | sitcom            | 2006        | 2007      |
| Big Shots                                                 | Big Shots                                                 | dramatique        | 2007        | 2008      |
| Big Sky                                                   | Big Sky                                                   | dramatique        | 2020        | 2023      |
| Black Box                                                 | Black Box                                                 | médicale          | 2014        | 2014      |
| Black-ish                                                 | Black-ish                                                 | sitcom            | 2014        | 2022      |
| Bless This Mess (en)                                      | Bless This Mess                                           | sitcom            | 2019        | 2020      |
| Blind Justice                                             | Blind Justice                                             | policière         | 2005        | 2005      |
| Blood and Oil                                             | Blood and Oil                                             | dramatique        | 2015        | 2015      |
| Body of Proof                                             | Body of Proof                                             | policière         | 2010        | 2013      |
| Boston Justice                                            | Boston Legal                                              | judiciaire        | 2004        | 2008      |
| The Brady Bunch                                           | The Brady Bunch                                           | sitcom            | 1969        | 1974      |
| Braquage au féminin                                       | Widows                                                    | mini-série        | 2002        | 2002      |
| Brigade criminelle                                        | Felony Squad                                              | policière         | 1966        | 1969      |
| Brothers and Sisters                                      | Brothers and Sisters                                      | dramatique        | 2006        | 2011      |
| Call Your Mother (en)                                     | Call Your Mother                                          | sitcom            | 2021        | 2021      |
| Carpoolers                                                | Carpoolers                                                | sitcom            | 2007        | 2008      |
| Cashmere Mafia                                            | Cashmere Mafia                                            | dramatique        | 2008        | 2008      |
| Castle                                                    | Castle                                                    | dramatique        | 2009        | 2016      |
| The Catch                                                 | The Catch                                                 | dramatique        | 2016        | 2017      |
| Cavemen                                                   | Cavemen                                                   | sitcom            | 2007        | 2007      |
| Cent filles à marier                                      | Here Come the Brides                                      | western           | 1968        | 1970      |
| C'est arrivé à Sunrise                                    | Bus Stop                                                  | dramatique        | 1961        | 1962      |
| Chahut au bahut                                           | Flash Forward                                             | sitcom            | 1996        | 1997      |
| Charlie's Angels                                          | Charlie's Angels                                          | aventures         | 2011        | 2011      |
| Chasseurs d'ombres                                        | Shadow Chasers                                            | fantastique       | 1985        | 1986      |
| Le Cheval de fer                                          | The Iron Horse                                            | western           | 1966        | 1968      |
| Le Chevalier lumière                                      | Sidekicks                                                 | aventures         | 1986        | 1987      |
| Cheyenne                                                  | Cheyenne                                                  | western           | 1955        | 1963      |
| China Beach                                               | China Beach                                               | militaire         | 1988        | 1991      |
| Circus Boy                                                | Circus Boy                                                | dramatique        | 1957        | 1957      |
| The City                                                  | The City                                                  | soap opera        | 1995        | 1997      |
| Clair de lune                                             | Moonlighting                                              | policière         | 1985        | 1989      |
| Clueless                                                  | Clueless                                                  | sitcom            | 1996        | 1999      |
| Columbo                                                   | Columbo                                                   | policière         | 1989        | 2003      |
| Combat !                                                  | Combat!                                                   | militaire         | 1962        | 1967      |
| Commander in Chief                                        | Commander in Chief                                        | politique         | 2005        | 2006      |
| Commando Garrison                                         | Garrison's Gorillas                                       | guerre            | 1967        | 1968      |
| Comment se débarrasser de son patron                      | 9 to 5                                                    | sitcom            | 1982        | 1988      |
| The Company You Keep                                      | The Company You Keep                                      | dramatique        | 2023        | 2023      |
| The Conners (en)                                          | The Conners                                               | sitcom            | 2018        | 2025      |
| La Conquête de l'Ouest                                    | How the West Was Won                                      | western           | 1976        | 1979      |
| Conviction                                                | Conviction                                                | dramatique        | 2016        | 2017      |
| Cooper et nous                                            | Hangin' with Mr. Cooper                                   | sitcom            | 1992        | 1997      |
| Cop Rock                                                  | Cop Rock                                                  | policière         | 1990        | 1990      |
| Corky and White Shadow                                    | Corky and White Shadow                                    | jeunesse          | 1956        | 1956      |
| Corky, un adolescent pas comme les autres                 | Life Goes On                                              | dramatique        | 1989        | 1993      |
| La Côte sauvage                                           | Barbary Coast                                             | western           | 1975        | 1976      |
| Cougar Town                                               | Cougar Town                                               | sitcom            | 2009        | 2012      |
| Coup de foudre à Miami                                    | Moon Over Miami                                           | policière         | 1993        | 1993      |
| The Courtship of Eddie's Father                           | The Courtship of Eddie's Father                           | sitcom            | 1969        | 1972      |
| Covington Cross                                           | Covington Cross                                           | aventures         | 1992        | 1992      |
| Cracker                                                   | Cracker                                                   | policière         | 1997        | 1999      |
| Cristela                                                  | Cristela                                                  | sitcom            | 2014        | 2015      |
| La croisière s'amuse                                      | The Love Boat                                             | sitcom            | 1977        | 1987      |
| The Crossing                                              | The Crossing                                              | science-fiction   | 2018        | 2018      |
| Dan August                                                | Dan August                                                | policière         | 1970        | 1971      |
| The Dana Carvey Show                                      | The Dana Carvey Show                                      | sketches          | 1996        | 1996      |
| Daniel Boone                                              | Daniel Boone                                              | western           | 1960        | 1961      |
| Dark Shadows                                              | Dark Shadows                                              | soap opera        | 1966        | 1971      |
| Davy Crockett                                             | Davy Crockett                                             | historique        | 1954        | 1955      |
| Day Break                                                 | Day Break                                                 | dramatique        | 2006        | 2006      |
| The Days                                                  | The Days                                                  | dramatique        | 2004        | 2004      |
| Deception                                                 | Deception                                                 | dramatique        | 2018        | 2018      |
| Defying Gravity                                           | Defying Gravity                                           | science-fiction   | 2009        | 2009      |
| Les Derniers Jours de Pompéi                              | The Last Days of Pompeii                                  | mini-série        | 1984        | 1984      |
| Dernier Recours                                           | In Justice                                                | dramatique        | 2006        | 2006      |
| Designated Survivor                                       | Designated Survivor                                       | dramatique        | 2016        | 2018      |
| Desperate Housewives                                      | Desperate Housewives                                      | dramatique        | 2004        | 2012      |
| Detroit 1-8-7                                             | Detroit 1-8-7                                             | policière         | 2010        | 2011      |
| Deuxième Chance                                           | Once and Again                                            | dramatique        | 1999        | 2002      |
| Dharma et Greg                                            | Dharma and Greg                                           | sitcom            | 1997        | 2002      |
| Dinosaures                                                | Dinosaurs                                                 | sitcom            | 1991        | 1994      |
| Dinotopia                                                 | Dinotopia                                                 | science-fiction   | 2002        | 2002      |
| Dirty Sexy Money                                          | Dirty Sexy Money                                          | dramatique        | 2007        | 2009      |
| Docteur Doogie                                            | Doogie Howser, M.D.                                       | médicale          | 1989        | 1993      |
| Docteur Marcus Welby                                      | Marcus Welby, M.D.                                        | médicale          | 1969        | 1976      |
| Docteur Odyssey                                           | Doctor Odyssey                                            | dramatique        | 2024        | 2025      |
| Don't Trust the B---- in Apartment 23                     | Don't Trust the B---- in Apartment 23                     | sitcom            | 2012        | 2013      |
| Dossiers brûlants                                         | Kolchak: The Night Stalker                                | policière         | 1972        | 1975      |
| Downward Dog                                              | Downward Dog                                              | sitcom            | 2017        | 2017      |
| Dragnet                                                   | L.A. Dragnet                                              | policière         | 2003        | 2004      |
| Le Drew Carey Show                                        | The Drew Carey Show                                       | sitcom            | 1995        | 2004      |
| Dr Ken                                                    | Dr Ken                                                    | sitcom            | 2015        | 2017      |
| Drôles de dames                                           | Charlie's Angels                                          | aventures         | 1976        | 1981      |
| Dynastie                                                  | Dynasty                                                   | soap opera        | 1981        | 1989      |
| Dynastie 2 : Les Colby                                    | Dynasty II: The Colbys                                    | soap opera        | 1985        | 1987      |
| The Edge of Night                                         | The Edge of Night                                         | soap opera        | 1975        | 1984      |
| Eli Stone                                                 | Eli Stone                                                 | judiciaire        | 2008        | 2009      |
| Ellen                                                     | Ellen                                                     | sitcom            | 1994        | 1998      |
| Emergence                                                 | Emergence                                                 | science-fiction   | 2019        | 2020      |
| Empire                                                    | Empire                                                    | mini-série        | 2005        | 2005      |
| Les Envahisseurs                                          | The Invaders                                              | science-fiction   | 1967        | 1968      |
| L'Équipée du Poney Express                                | The Young Riders                                          | western           | 1989        | 1992      |
| The Evidence : Les Preuves du crime                       | The Evidence                                              | policière         | 2006        | 2006      |
| Eyes                                                      | Eyes                                                      | dramatique        | 2005        | 2005      |
| La Famille Addams                                         | The Addams Family                                         | fantastique       | 1964        | 1966      |
| La Famille de mes rêves                                   | The Geena Davis Show                                      | sitcom            | 2000        | 2001      |
| La Famille du Bonheur                                     | Second Noah                                               | dramatique        | 1996        | 1997      |
| The Family                                                | The Family                                                | dramatique        | 2016        | 2016      |
| Family Tools                                              | Family Tools                                              | sitcom            | 2013        | 2013      |
| La Fête à la maison                                       | Full House                                                | sitcom            | 1987        | 1995      |
| La Fièvre d'Hawaï                                         | Hawaiian Heat                                             | policière         | 1984        | 1984      |
| The Fix                                                   | The Fix                                                   | judiciaire        | 2019        | 2019      |
| FlashForward                                              | FlashForward                                              | science-fiction   | 2009        | 2010      |
| Le Fléau                                                  | The Stand                                                 | mini-série        | 1994        | 1994      |
| La Flèche brisée                                          | Broken Arrow                                              | western           | 1956        | 1958      |
| La Force du destin                                        | All My Children                                           | soap-opera        | 1970        | 2011      |
| Forever                                                   | Forever                                                   | fantastique       | 2014        | 2015      |
| Forgotten                                                 | The Forgotten                                             | policière         | 2009        | 2010      |
| For Life                                                  | For Life                                                  | dramatique        | 2020        | 2021      |
| For the People                                            | For the People                                            | judiciaire        | 2018        | 2019      |
| Le Frelon vert                                            | The Green Hornet                                          | fantastique       | 1966        | 1967      |
| Le Fugitif                                                | The Fugitive                                              | dramatique        | 1963        | 1967      |
| The Gabby Hayes Show                                      | The Gabby Hayes Show                                      | western           | 1950        | 1956      |
| Gabriel Bird                                              | Gabriel's Fire                                            | policière         | 1990        | 1992      |
| Galactica                                                 | Battlestar Galactica                                      | science-fiction   | 1978        | 1979      |
| Galactica 1980                                            | Galactica 1980                                            | science-fiction   | 1980        | 1980      |
| Galavant                                                  | Galavant                                                  | sitcom            | 2015        | 2016      |
| Le Gant de velours                                        | The New Breed                                             | policière         | 1961        | 1962      |
| The Gates                                                 | The Gates                                                 | surnaturel        | 2010        | 2010      |
| GCB                                                       | GCB                                                       | dramatique        | 2012        | 2012      |
| Génération Pub                                            | Thirtysomething                                           | dramatique        | 1987        | 1991      |
| Les Goldberg                                              | The Goldbergs                                             | sitcom            | 2013        | 2023      |
| Good Doctor                                               | The Good Doctor                                           | dramatique        | 2017        | 2024      |
| La Grande Caravane                                        | Wagon Train                                               | western           | 1962        | 1965      |
| La Grande Vallée                                          | The Big Valley                                            | western           | 1965        | 1969      |
| Grand Hotel                                               | Grand Hotel                                               | dramatique        | 2019        | 2019      |
| Grey's Anatomy : Station 19                               | Station 19                                                | dramatique        | 2018        | 2024      |
| Guerres privées                                           | Civil Wars                                                | judiciaire        | 1991        | 1993      |
| Gun                                                       | Gun                                                       | anthologie        | 1997        | 1997      |
| Happy Days                                                | Happy Days                                                | sitcom            | 1974        | 1984      |
| Happy Endings                                             | Happy Endings                                             | sitcom            | 2011        | 2013      |
| Happy Town                                                | Happy Town                                                | mystère           | 2010        | 2010      |
| The Hardy Boys                                            | The Hardy Boys                                            | jeunesse          | 1956        | 1957      |
| Haute Tension                                             | Kraft Suspense Theatre                                    | policière         | 1963        | 1965      |
| Les Héritiers                                             | Rich Man, Poor Man - Book II                              | dramatique        | 1976        | 1977      |
| Holmes et Yoyo                                            | Holmes & Yo-Yo                                            | sitcom            | 1976        | 1977      |
| Home Economics (en)                                       | Home Economics                                            | sitcom            | 2021        | 2023      |
| Homefront                                                 | Homefront                                                 | dramatique        | 1991        | 1993      |
| L'Homme à la carabine                                     | The Rifleman                                              | western           | 1958        | 1963      |
| L'Homme à la Rolls                                        | Burke's Law                                               | policière         | 1963        | 1966      |
| L'Homme de Vienne                                         | Assignment Vienna                                         | dramatique        | 1972        | 1973      |
| L'Homme qui tombe à pic                                   | The Fall Guy                                              | aventures         | 1981        | 1986      |
| L'Homme qui valait trois milliards                        | The Six Million Dollar Man                                | science-fiction   | 1974        | 1978      |
| Hondo                                                     | Hondo                                                     | western           | 1967        | 1967      |
| Honey West                                                | Honey West                                                | policière         | 1965        | 1966      |
| Hooker                                                    | T.J. Hooker                                               | policière         | 1982        | 1985      |
| Hôtel                                                     | Hotel                                                     | dramatique        | 1983        | 1988      |
| How to Live with Your Parents (for the Rest of Your Life) | How to Live with Your Parents (for the Rest of Your Life) | sitcom            | 2013        | 2013      |
| Huit, ça suffit !                                         | Eight is Enough                                           | sitcom            | 1977        | 1981      |
| Human Target                                              | Human Target                                              | aventures         | 1992        | 1992      |
| Ici bébé                                                  | Baby Talk                                                 | sitcom            | 1991        | 1992      |
| L'Île fantastique                                         | Fantasy Island                                            | fantastique       | 1978        | 1984      |
| Imaginary Mary                                            | Imaginary Mary                                            | sitcom            | 2017        | 2017      |
| L'Immortel                                                | The Immortal                                              | science-fiction   | 1970        | 1971      |
| In Case of Emergency                                      | In Case of Emergency                                      | sitcom            | 2007        | 2007      |
| Incorrigible Cory                                         | Boy Meets World                                           | sitcom            | 1993        | 2000      |
| Les Incorruptibles                                        | The Untouchables                                          | policière         | 1959        | 1963      |
| Inhumans                                                  | Inhumans                                                  | science-fiction   | 2017        | 2017      |
| Intrigues à Hawaï                                         | Hawaiian Eye                                              | policière         | 1959        | 1963      |
| Invasion                                                  | Invasion                                                  | science-fiction   | 2005        | 2006      |
| It's Like, You Know...                                    | It's Like, You Know...                                    | sitcom            | 1999        | 2000      |
| Jackie et Sara                                            | Too Close For Comfort                                     | sitcom            | 1980        | 1987      |
| The Jacksons: An American Dream                           | The Jacksons: An American Dream                           | mini-série        | 1992        | 1992      |
| Jake Cutter                                               | Tales of the Gold Monkey                                  | aventures         | 1982        | 1983      |
| Jeux d'espions                                            | Spy Game                                                  | espionnage        | 1997        | 1997      |
| The Job                                                   | The Job                                                   | policière         | 2001        | 2002      |
| Le Juge et le Pilote                                      | Hardcastle and McCormick                                  | dramatique        | 1983        | 1986      |
| Les jumelles s'en mêlent                                  | Two of a Kind                                             | sitcom            | 1998        | 1999      |
| Karen Sisco                                               | Karen Sisco                                               | policière         | 2003        | 2004      |
| Kevin (Probably) Saves the World                          | Kevin (Probably) Saves the World                          | drame             | 2017        | 2018      |
| The Kids Are Alright (en)                                 | The Kids Are Alright                                      | sitcom            | 2018        | 2019      |
| Killer Women                                              | Killer Women                                              | policière         | 2014        | 2014      |
| Kingdom Hospital                                          | Kingdom Hospital                                          | fantastique       | 2004        | 2004      |
| Kung Fu                                                   | Kung Fu                                                   | aventures         | 1972        | 1975      |
| Lady Blue                                                 | Lady Blue                                                 | polar             | 1985        | 1986      |
| Larry et Balki                                            | Perfect Strangers                                         | sitcom            | 1986        | 1993      |
| C'est moi le chef !                                       | Last Man Standing                                         | sitcom            | 2011        | 2017      |
| Last Resort                                               | Last Resort                                               | militaire         | 2012        | 2013      |
| Life on Mars                                              | Life on Mars                                              | policière         | 2008        | 2009      |
| Line of Fire                                              | Line of Fire                                              | policière         | 2003        | 2004      |
| Loïs et Clark                                             | Lois & Clark: The New Adventures of Superman              | fantastique       | 1993        | 1997      |
| The Lone Ranger                                           | The Lone Ranger                                           | western           | 1949        | 1957      |
| Lost : Les Disparus                                       | Lost                                                      | fantastique       | 2004        | 2010      |
| Love Therapy                                              | Cupid                                                     | dramatique        | 1998        | 1999      |
| Love, American Style                                      | Love, American Style                                      | dramatique        | 1969        | 1974      |
| Lucky 7                                                   | Lucky 7                                                   | dramatique        | 2013        | 2013      |
| MacGyver                                                  | MacGyver                                                  | aventures         | 1985        | 1992      |
| Madame est servie                                         | Who's the Boss?                                           | sitcom            | 1984        | 1992      |
| Madame et son fantôme                                     | The Ghost & Mrs. Muir                                     | sitcom            | 1969        | 1970      |
| Madigan de père en fils                                   | Madigan Men                                               | sitcom            | 2000        | 2000      |
| Ma famille d'abord                                        | My Wife and Kids                                          | sitcom            | 2001        | 2005      |
| Malibu Country                                            | Malibu Country                                            | sitcom            | 2012        | 2013      |
| Manhattan Love Story                                      | Manhattan Love Story                                      | comédie           | 2014        | 2014      |
| Man Up                                                    | Man Up                                                    | sitcom            | 2011        | 2011      |
| Marvel : Les Agents du SHIELD                             | Marvel's Agents of S.H.I.E.L.D.                           | science-fiction   | 2013        | 2020      |
| Masada                                                    | Masada                                                    | dramatique        | 1981        | 1981      |
| Ma sorcière bien-aimée                                    | Bewitched                                                 | sitcom            | 1964        | 1972      |
| Masters of Science Fiction                                | Masters of Science Fiction                                | science-fiction   | 2007        | 2007      |
| Matlock                                                   | Matlock                                                   | judiciaire        | 1992        | 1995      |
| Matt Houston                                              | Matt Houston                                              | policière         | 1982        | 1985      |
| Maverick                                                  | Maverick                                                  | western           | 1957        | 1962      |
| Max Headroom                                              | Max Headroom                                              | science-fiction   | 1987        | 1988      |
| Maximum Bob                                               | Maximum Bob                                               | judiciaire        | 1998        | 1998      |
| The Mayor                                                 | The Mayor                                                 | sitcom            | 2017        | 2017      |
| Médecins de combat                                        | Combat Hospital                                           | médical/militaire | 2011        | 2011      |
| Men in Trees : Leçons de séduction                        | Men in Trees                                              | sitcom            | 2006        | 2008      |
| Merci les filles                                          | Odd Man Out                                               | sitcom            | 1999        | 2000      |
| Mes trois fils                                            | My Three Sons                                             | sitcom            | 1960        | 1965      |
| The Middle                                                | The Middle                                                | sitcom            | 2009        | 2018      |
| Mind Games                                                | Mind Games                                                | dramatique        | 2014        | 2014      |
| Miracles                                                  | Miracles                                                  | fantastique       | 2003        | 2003      |
| Missing : Au cœur du complot                              | Missing                                                   | espionnage        | 2012        | 2012      |
| Mission impossible, 20 ans après                          | Mission: Impossible                                       | espionnage        | 1988        | 1990      |
| Mistresses                                                | Mistresses                                                | dramatique        | 2013        | 2016      |
| Mixed-ish                                                 | Mixed-ish                                                 | sitcom            | 2019        | 2021      |
| Mixology                                                  | Mixology                                                  | sitcom            | 2014        | 2014      |
| Modern Family                                             | Modern Family                                             | sitcom            | 2009        | 2020      |
| Mork and Mindy                                            | Mork and Mindy                                            | science-fiction   | 1978        | 1982      |
| Motive                                                    | Motive                                                    | policier          | 2013        | 2014      |
| Mr. Gun                                                   | Sledge Hammer!                                            | sitcom            | 1986        | 1988      |
| Mr. Sunshine                                              | Mr. Sunshine                                              | sitcom            | 2011        | 2011      |
| Les Muppets                                               | Muppets Tonight                                           | humour            | 1996        | 1998      |
| The Muppets                                               | The Muppets                                               | humour            | 2015        | 2016      |
| Murder                                                    | How to Get Away with Murder                               | dramatique        | 2014        | 2020      |
| Murder One                                                | Murder One                                                | judiciaire        | 1995        | 1997      |
| My Generation                                             | My Generation                                             | dramatique        | 2010        | 2010      |
| Les Mystères d'Eastwick                                   | Eastwick                                                  | science-fiction   | 2009        | 2010      |
| Nashville                                                 | Nashville                                                 | musical           | 2012        | 2016      |
| The Neighbors                                             | The Neighbors                                             | sitcom            | 2012        | 2014      |
| New York Police Blues                                     | NYPD Blue                                                 | policière         | 1993        | 2005      |
| Night Stalker : Le Guetteur                               | Night Stalker                                             | policière         | 2005        | 2006      |
| The Nine : 52 heures en enfer                             | The Nine                                                  | dramatique        | 2006        | 2007      |
| Elfego Baca                                               | The Nine Lives of Elfego Baca                             | historique        | 1958        | 1960      |
| Nord et Sud                                               | North and South                                           | guerre            | 1985        | 1994      |
| Not Dead Yet                                              | Not Dead Yet                                              | comédie           | 2023        | 2024      |
| Notes from the Underbelly                                 | Notes from the Underbelly                                 | sitcom            | 2007        | 2008      |
| Notorious                                                 | Notorious                                                 | dramatique        | 2016        | 2016      |
| Notre belle famille                                       | Step by Step                                              | sitcom            | 1991        | 1998      |
| La Nouvelle Équipe                                        | The Mod Squad                                             | policière         | 1968        | 1973      |
| October Road                                              | October Road                                              | dramatique        | 2007        | 2008      |
| Off the Map : Urgences au bout du monde                   | Off the Map                                               | médicale          | 2011        | 2011      |
| Of Kings and Prophets                                     | Of Kings and Prophets                                     | biblique          | 2016        | 2016      |
| Les oiseaux se cachent pour mourir                        | The Thorn Birds                                           | dramatique        | 1983        | 1983      |
| Les oiseaux se cachent pour mourir : Les Années oubliées  | The Thorn Birds: The Missing Years                        | mini-série        | 1996        | 1996      |
| Ombres sur le soleil                                      | Follow the Sun                                            | aventures         | 1961        | 1962      |
| Once Upon a Time                                          | Once Upon a Time                                          | dramatique        | 2011        | 2018      |
| Once Upon a Time in Wonderland                            | Once Upon a Time in Wonderland                            | dramatique        | 2013        | 2014      |
| On ne vit qu'une fois                                     | One Life to Live                                          | soap opera        | 1968        | 2012      |
| On the Air                                                | On the Air                                                | sitcom            | 1992        | 1992      |
| Opération danger                                          | Alias Smith and Jones                                     | western           | 1971        | 1973      |
| Opération vol                                             | It Takes a Thief                                          | espionnage        | 1968        | 1970      |
| Pan Am                                                    | Pan Am                                                    | dramatique        | 2011        | 2012      |
| Papa bricole                                              | Home Improvement                                          | sitcom            | 1991        | 1999      |
| Paper Dolls                                               | Paper Dolls                                               | soap opera        | 1984        | 1984      |
| The Partridge Family                                      | The Partridge Family                                      | sitcom            | 1970        | 1974      |
| Le Père Dowling                                           | Father Dowling Mysteries                                  | policière         | 1990        | 1991      |
| Père malgré tout                                          | Oh, Grow Up                                               | sitcom            | 1999        | 1999      |
| Peyton Place                                              | Peyton Place                                              | sitcom            | 1964        | 1969      |
| Philly                                                    | Philly                                                    | judiciaire        | 2001        | 2002      |
| Le Plus Grand Chapiteau du monde                          | The Greatest Show on Earth                                | aventures         | 1963        | 1964      |
| Police Squad                                              | Police Squad                                              | sitcom            | 1982        | 1982      |
| Port Charles                                              | Port Charles                                              | soap opera        | 1997        | 2003      |
| Pour l'amour du risque                                    | Hart to Hart                                              | policière         | 1979        | 1984      |
| Power Rangers : Force animale                             | Power Rangers: Wild Force                                 | fantastique       | 2002        | 2002      |
| Power Rangers : Force Cyclone                             | Power Rangers Ninja Storm                                 | fantastique       | 2003        | 2003      |
| Power Rangers : RPM                                       | Power Rangers RPM                                         | fantastique       | 2009        | 2009      |
| The Practice : Bobby Donnell et Associés                  | The Practice                                              | judiciaire        | 1997        | 2004      |
| Private Practice                                          | Private Practice                                          | médicale          | 2007        | 2013      |
| Promised Land (en)                                        | Promised Land                                             | dramatique        | 2022        | 2022      |
| Pushing Daisies                                           | Pushing Daisies                                           | dramatique        | 2007        | 2008      |
| Push, Nevada                                              | Push, Nevada                                              | mystère           | 2002        | 2002      |
| Quantico                                                  | Quantico                                                  | dramatique        | 2015        | 2018      |
| Queens                                                    | Queens                                                    | musical           | 2021        | 2022      |
| Quoi de neuf docteur ?                                    | Growing Pains                                             | sitcom            | 1985        | 1992      |
| Racines                                                   | Roots                                                     | dramatique        | 1977        | 1977      |
| Ralph Super-héros                                         | The Greatest American Hero                                | science-fiction   | 1981        | 1983      |
| Commando du désert (Les Rats du désert)                   | The Rat Patrol                                            | guerre            | 1966        | 1968      |
| The Real O'Neals                                          | The Real O'Neals                                          | sitcom            | 2016        | 2017      |
| Rebel                                                     | Rebel                                                     | dramatique        | 2021        | 2021      |
| Red Widow                                                 | Red Widow                                                 | dramatique        | 2013        | 2013      |
| Reef Break                                                | Reef Break                                                | dramatique        | 2019        | 2019      |
| Relativity                                                | Relativity                                                | dramatique        | 1996        | 1997      |
| Le Renard des marais                                      | The Swamp Fox                                             | historique        | 1959        | 1961      |
| Resurrection                                              | Resurrection                                              | fanstastique      | 2014        | 2015      |
| Revenge                                                   | Revenge                                                   | dramatique        | 2011        | 2015      |
| Le Riche et le Pauvre                                     | Rich Man, Poor Man                                        | dramatique        | 1976        | 1976      |
| Rintintin                                                 | The Adventures of Rin Tin Tin                             | western           | 1954        | 1954      |
| The River                                                 | The River                                                 | aventures         | 2012        | 2012      |
| Romantically Challenged                                   | Romantically Challenged                                   | sitcom            | 2010        | 2010      |
| Rookie Blue                                               | Rookie Blue                                               | policière         | 2010        | 2015      |
| The Rookie: Feds                                          | The Rookie: Feds                                          | policière         | 2022        | 2023      |
| The Rookies                                               | The Rookies                                               | policière         | 1972        | 1976      |
| Room 222                                                  | Room 222                                                  | dramatique        | 1969        | 1974      |
| Roseanne                                                  | Roseanne                                                  | sitcom            | 1988        | 2018      |
| Les Rues de San Francisco                                 | The Streets of San Francisco                              | policière         | 1972        | 1977      |
| The Ruggles                                               | The Ruggles                                               | sitcom            | 1949        | 1952      |
| Ryan's Hope                                               | Ryan's Hope                                               | soap opera        | 1975        | 1989      |
| Sabrina, l'apprentie sorcière                             | Sabrina, the Teenage Witch                                | fantastique       | 1996        | 2003      |
| Samantha qui ?                                            | Samantha Who?                                             | sitcom            | 2007        | 2009      |
| Les Sauvages                                              | Complete Savages                                          | sitcom            | 2004        | 2005      |
| Scandal                                                   | Scandal                                                   | dramatique        | 2012        | 2018      |
| Schooled                                                  | Schooled                                                  | sitcom            | 2019        | 2020      |
| Scoundrels                                                | Scoundrels                                                | dramatique        | 2010        | 2010      |
| Scrubs                                                    | Scrubs                                                    | médicale          | 2009        | 2010      |
| Secrets and Lies                                          | Secrets and Lies                                          | dramatique        | 2015        | 2016      |
| Section 4                                                 | S.W.A.T.                                                  | policière         | 1975        | 1976      |
| Selfie                                                    | Selfie                                                    | sitcom            | 2014        | 2014      |
| Shane                                                     | Shane                                                     | western           | 1966        | 1966      |
| Shérifs à Los Angeles                                     | 10-8: Officers on Duty                                    | policière         | 2003        | 2004      |
| Shining                                                   | The Shining                                               | mini-série        | 1997        | 1997      |
| Single Parents (en)                                       | Single Parents                                            | sitcom            | 2018        | 2020      |
| Sister, Sister                                            | Sister, Sister                                            | sitcom            | 1994        | 1995      |
| Six Degrees                                               | Six Degrees                                               | dramatique        | 2006        | 2007      |
| Le Sixième Sens                                           | The Sixth Sense                                           | mystère           | 1972        | 1972      |
| Soap                                                      | Soap                                                      | sitcom            | 1977        | 1981      |
| La Sœur volante                                           | The Flying Nun                                            | sitcom            | 1967        | 1970      |
| Sois prof et tais-toi                                     | Head of the Class                                         | sitcom            | 1986        | 1991      |
| Somewhere Between (en)                                    | Somewhere Between                                         | policier          | 2017        | 2017      |
| Le Souffle de la guerre                                   | The Winds of War                                          | historique        | 1983        | 1983      |
| Speechless                                                | Speechless                                                | sitcom            | 2016        | 2019      |
| Spenser                                                   | Spenser: For Hire                                         | policière         | 1985        | 1988      |
| Spin City                                                 | Spin City                                                 | politique         | 1996        | 2002      |
| Splitting Up Together                                     | Splitting Up Together                                     | sitcom            | 2018        | 2019      |
| Sports Night                                              | Sports Night                                              | sitcom            | 1998        | 2000      |
| La Star de la famille                                     | Hope & Faith                                              | sitcom            | 2003        | 2006      |
| Starman                                                   | Starman                                                   | science-fiction   | 1986        | 1987      |
| Starsky et Hutch                                          | Starsky and Hutch                                         | policière         | 1975        | 1979      |
| Still Star-Crossed                                        | Still Star-Crossed                                        | dramatique        | 2017        | 2017      |
| Stoney Burke                                              | Stoney Burke                                              | western           | 1962        | 1963      |
| Strange World                                             | Strange World                                             | fantastique       | 1999        | 1999      |
| Stumptown                                                 | Stumptown                                                 | dramatique        | 2019        | 2020      |
| Suburgatory                                               | Suburgatory                                               | sitcom            | 2011        | 2014      |
| Sugarfoot                                                 | Sugarfoot                                                 | western           | 1957        | 1961      |
| Super Fun Night                                           | Super Fun Night                                           | sitcom            | 2013        | 2014      |
| Super Hero Family                                         | No Ordinary Family                                        | science-fiction   | 2010        | 2011      |
| Superfire, l'enfer des flammes                            | Superfire                                                 | mini-série        | 2002        | 2002      |
| Super Jaimie                                              | The Bionic Woman                                          | science-fiction   | 1976        | 1977      |
| Sur la piste du crime                                     | The F.B.I.                                                | policière         | 1965        | 1974      |
| Sur le pont, la marine !                                  | McHale's Navy                                             | guerre            | 1962        | 1966      |
| Surviving Suburbia                                        | Surviving Suburbia                                        | sitcom            | 2009        | 2009      |
| Tabatha                                                   | Tabitha                                                   | fantastique       | 1976        | 1978      |
| Take Two, enquêtes en duo                                 | Take Two                                                  | policier          | 2018        | 2018      |
| Tales of Tomorrow                                         | Tales of Tomorrow                                         | science-fiction   | 1951        | 1953      |
| Taxi                                                      | Taxi                                                      | sitcom            | 1978        | 1982      |
| Ten Days in the Valley                                    | Ten Days in the Valley                                    | dramatique        | 2017        | 2018      |
| Texas John Slaughter                                      | Texas John Slaughter                                      | historique        | 1958        | 1961      |
| Three's Company                                           | Three's Company                                           | sitcom            | 1977        | 1984      |
| Time After Time                                           | Time After Time                                           | science-fiction   | 2017        | 2017      |
| Timide et sans complexe                                   | Tenspeed and Brown Shoe                                   | policière         | 1980        | 1980      |
| Tonnerre de feu                                           | Blue Thunder                                              | policière         | 1984        | 1984      |
| Tonnerre mécanique                                        | Street Hawk                                               | policière         | 1985        | 1985      |
| Total Security                                            | Total Security                                            | policière         | 1997        | 1997      |
| Touche pas à mes filles                                   | 8 Simple Rules For Dating My Teenage Daughter             | sitcom            | 2002        | 2005      |
| Townies                                                   | Townies                                                   | sitcom            | 1996        | 1996      |
| Traveler : Ennemis d'État                                 | Traveler                                                  | dramatique        | 2007        | 2007      |
| Trophy Wife                                               | Trophy Wife                                               | sitcom            | 2013        | 2014      |
| Twin Peaks                                                | Twin Peaks                                                | soap opera        | 1990        | 1991      |
| Ugly Betty                                                | Ugly Betty                                                | sitcom            | 2006        | 2010      |
| Ultime Recours                                            | Vengeance Unlimited                                       | policière         | 1998        | 1999      |
| Uncle Buck                                                | Uncle Buck                                                | sitcom            | 2016        | 2016      |
| Une famille du tonnerre                                   | George Lopez                                              | sitcom            | 2002        | 2007      |
| Une fille à scandales                                     | The Naked Truth                                           | sitcom            | 1995        | 1998      |
| Une maman formidable                                      | Grace Under Fire                                          | sitcom            | 1993        | 1998      |
| United We Fall (en)                                       | United We Fall                                            | sitcom            | 2020        | 2020      |
| Un toit pour dix                                          | Just the Ten of Us                                        | sitcom            | 1988        | 1990      |
| Un toit pour trois                                        | Two Guys, a Girl and a Pizza Place                        | sitcom            | 1998        | 2001      |
| The Unusuals                                              | The Unusuals                                              | policière         | 2009        | 2009      |
| V                                                         | V                                                         | science-fiction   | 2009        | 2011      |
| Vegas                                                     | Vega$                                                     | policière         | 1978        | 1981      |
| Veritas: The Quest                                        | Veritas: The Quest                                        | aventures         | 2003        | 2003      |
| La Vie comme elle est                                     | Life As We Know It                                        | dramatique        | 2004        | 2005      |
| La Vie de famille                                         | Family Matters                                            | sitcom            | 1989        | 1998      |
| Voleurs de charme                                         | Thieves                                                   | dramatique        | 2001        | 2001      |
| Voyage au fond des mers                                   | Voyage to the Bottom of the Sea                           | science-fiction   | 1964        | 1968      |
| Wasteland                                                 | Wasteland                                                 | dramatique        | 1999        | 1999      |
| What About Brian                                          | What About Brian                                          | sitcom            | 2006        | 2007      |
| When We Rise                                              | When We Rise                                              | mini-série        | 2017        | 2017      |
| Whiskey Cavalier                                          | Whiskey Cavalier                                          | espionnage        | 2019        | 2019      |
| The Whispers                                              | The Whispers                                              | surnaturelle      | 2015        | 2015      |
| The Whole Truth                                           | The Whole Truth                                           | dramatique        | 2010        | 2010      |
| Wicked City                                               | Wicked City                                               | dramatique        | 2015        | 2015      |
| Wild Palms                                                | Wild Palms                                                | science-fiction   | 1993        | 1993      |
| Women of the Movement (en)                                | Women of the Movement                                     | mini-série        | 2022        | 2022      |
| Women's Murder Club                                       | Women's Murder Club                                       | policière         | 2007        | 2008      |
| Wonderland                                                | Wonderland                                                | dramatique        | 2000        | 2000      |
| Wonder Woman                                              | Wonder Woman                                              | science-fiction   | 1975        | 1979      |
| Work It                                                   | Work It                                                   | sitcom            | 2012        | 2012      |
| Zero Hour                                                 | Zero Hour                                                 | dramatique        | 2013        | 2013      |
| Zorro                                                     | Zorro                                                     | western           | 1957        | 1961      |

## Séries d'animation
Ces séries ont été diffusées majoritairement dans le bloc ABC Kids.

## Cas spéciaux
- Secrets of a Small Town (pilote pour 2006-2007 non-retenu)